# 三站镇
三站镇，是中华人民共和国黑龙江省大庆市肇源县下辖的一个乡镇级行政单位。

## 行政区划
三站镇下辖以下地区：
宏大村、宏源村、宏旗村、宏林村、宏伟村、宏生村、宏合村、宏昌村、宏量村、宏泉村和宏光村。